# Object-oriented software engineering
L'object-oriented software engineering è un linguaggio di modellazione orientata agli oggetti, sviluppato da Ivar Jacobson nel 1992.
Nel 1995 le caratteristiche di linguaggio vennero fuse con quelle dell'OMT di James Rumbaugh e del metodo Booch di Grady Booch per la creazione dell'UML.

## I modelli
Il metodo OOSE è basto su cinque modelli:
- Requirements model - cattura i requisiti funzionali dal punto di vista dell'utente
- Analysis model - definisce le diverse relazioni tra gli oggetti, gli attori e il sistema
- Design model - modella le relazioni attraverso i diagrammi, imponendo dei vincoli di implementazione
- Implementation model - implementa il modello precedente mediante un linguaggio di programmazione
- Test model